# Sommerstück
Die Erzählung Sommerstück von Christa Wolf (1989) beschreibt, wie mehrere Familien nach und nach in ein Dorf in Mecklenburg ziehen, Enttäuschung über Stillstand und Gängelei in der DDR hinter sich lassen und ein Leben in Naturnähe und Gemeinschaft versuchen.

## Entstehung
Die Arbeit an Sommerstück begann Christa Wolf Ende der 1970er Jahre parallel zu Kein Ort. Nirgends. Sie schrieb daran bis 1983, nach einer Überarbeitung 1987 gab sie den Text aber erst 1989 zur Veröffentlichung durch den Aufbau-Verlag (Berlin) und den Luchterhand-Verlag (Darmstadt) frei.

## Interpretation
Christa Wolf hatte Kassandra in die Zeit des Übergangs vom Matriarchat zum Patriarchat gelegt. Im „Ausschluß von Frauen aus der gesellschaftlich-politischen Partizipation“ sah sie Ursprünge von Zerstörungstendenzen der modernen Technik wie die Atomkriegsgefahr. Sommerstück greift ein Konzept der Alltagskultur und des respektvollen Umgangs mit der Natur als Widerstand dagegen auf.
Die Erzählung beinhaltet „Kritik von weiblichem Abhängigkeitsbedürfnis, das zu selbstauferlegter und mitverschuldeter Unterdrückung führt.“ Sie stellt Fragen nach radikaler Aufrichtigkeit:

„Nicht nur das Spiel dieses Abends, ein größeres Spiel war mißlungen. Vielleicht hatten sie den Einsatz auch eine Spur zu niedrig gehalten. Hatten sich, jeder für sich, ganz im stillen einen Hinterhalt offengelassen, als ob sie eine Weile ihren neu entdeckten Neigungen folgen und darauf warten können, daß sie wieder anderswo und für anderes – »Wichtiges« mochten sie es immer noch nennen – benötigt würden. Ganz deutlich, bedrängend sogar, spürten sie doch bei aller Lebensfülle einen Vorrat in sich, der niemals angefordert wurde, ein Zuviel an Fähigkeiten und Eigenschaften, die sie für nützlich und brauchbar hielten, die eine Vergangenheit und, so hofften sie immer noch, eine Zukunft hatten, aber keine Gegenwart. Was eine Zeiterscheinung war, bezogen sie noch auf sich. Sie waren es, die nicht gebraucht wurden.“

Hier wie an anderen Stellen reflektiert Christa Wolf auch die Perspektivlosigkeit vieler nach der Ausbürgerung Wolf Biermanns und in der späten DDR – die „Familien- und Freundesidylle“ beschreibt eine gesellschaftliche Insel.
Der Text verarbeitet Tagebuchmaterial aus Wolfs Zeit in der Künstlerkolonie Drispeth. Bereits 1964 betonte Christa Wolf die Bedeutung des Tagebuchs für ihre schriftstellerische Arbeit, um die Beziehung zur alltäglichen Erfahrung herzustellen. Sie ist der Überzeugung, dass diese das „wirkliche Leben“ beinhaltet und gegen Gewalt wirkt: „Die Banalität des Guten; das Gute als Banale – oder sagen wir jetzt: als Gewöhnliches, Durchschnittliches, Selbstverständliches, das allein ist wirksame und dauerhafte Garantie gegen Treblinka.“

## Biographische Bezüge
Die Erzählung ist nicht direkt autobiographisch. Dennoch ist eine Zuordnung beschriebener Personen möglich, auch wenn diese zu deren Schutz verschlüsselt geschieht, gegebenenfalls durch Aufnahme von Motiven aus ihrer Literatur. So stehen hinter der Erzählerin „Ellen“ und ihrer Familie die Autorin, ihr Mann Gerhard Wolf sowie mit einzelnen Zügen ihre Töchter Annette und Katrin sowie ihre Enkelin. Eindeutig sind die Anspielungen auf Sarah Kirsch („Bella“), deren Sohn („Jonas“) und auf Helga Schubert („Irene“); somit bezeichnet „Clemens“ deren Mann Johannes Helm, „Michael“ Helga Schuberts Sohn. „Steffi“ und „Josef“ haben Ähnlichkeit mit Maxi und Fred Wander, ihr Sohn Daniel heißt „David“. Und „Antonis“, der schon länger am Ort ist und „auf griechische Art“ Wein nachschenkt und die Gäste zu essen nötigt, ist offensichtlich Thomas Nicolaou, der die reale Künstlerkolonie Drispeth begründete.

### Sarah Kirsch
Wie Christa Wolf in ihrem Sommerstück so erzählt auch Sarah Kirschs Chronik Allerlei-Rauh von einem  Mecklenburger Sommer in den 1970er Jahren. Beide Schriftstellerinnen weisen auf den fiktiven Charakter der Texte hin. Die Allerlei-Rauh-Erzählerin spricht jedoch die Problematik der Identifizierung an, indem sie den Vorspruch „Alles ist frei/erfunden und jeder Name/wurde verwechselt“ in Verbindung mit einem Kommentar zur verzögerten Editionsgeschichte der Wolfschen Erzählung wieder aufgreift. Sie vermutet persönliche Rücksichtnahmen und mahnt: „[M]it Mystifizierungen falscher Namen ist nichts gewonnen, wir müssen für uns selbst gerade stehen, aus Christa kann ebenso wenig Kitty werden wie aus Carola eine Cordula oder aus mir eine Bernhardine.“
Die unterhaltsamen Feste und Unternehmungen der Künstlerkolonie sowie die Gespräche über private Freuden und Sorgen können die angespannte, in Kirschs Chronik nur angedeutete, politische Atmosphäre nicht verdecken: 1976 wurden beide Schriftstellerinnen aus ihrem Verband ausgeschlossen, nachdem sie einen offenen Brief gegen die Ausbürgerung Wolf Biermanns unterzeichnet hatten. Die unterschiedliche Einschätzung der Situation formulieren die beiden Erzählerinnen im selbstkritischen Rückblick. Bei Wolf heißt es: „Etwas würde sich verändern, heute sagen wir alle, wir hätten gewusst, dass es so nicht bleiben konnte. […] Der Schrei, der uns in der Kehle saß, ist nicht ausgestoßen worden. Aus unserer Haut sind wir nicht herausgekommen.“ Kirsch schreibt: „Doch es schien mir unfassbar, dass die Einwohner wieder bereit waren, vom Kleister der Hoffnung zu zehren, an ein Wunder zu glauben, das ausgerechnet von dort kommen sollte, wo Heinrich Vogeler einstmals in einem Lager [Deportation nach Kasachstan] verscholl.“
„Bella“ ist in der Wolf’schen Charakterisierung und Bewertung als Sarah Kirsch gut erkennbar. Zudem beginnt Sommerstück mit zwei Kirsch-Zitaten: Als erster Satz dient die Überschrift des Gedichtes Es war dieser merkwürdige Sommer. Ein zweites Gedicht, dessen Motiv im Handlungsverlauf als über der Freundesgruppe kreisender Raubvogel aufgegriffen wird, ist der Erzählung vorangestellt: Raubvogel süß ist die Luft So kreiste ich nie über Menschen und Bäumen […] und flieg davon durch den Sommer!